# Сытыхов
Сытыхов (укр. Ситихів) — село во Львовской городской общине Львовского района Львовской области Украины.
Население по переписи 2001 года составляло 347 человек. Занимает площадь 6,30 км². Почтовый индекс — 80382. Телефонный код — 3252.